# Gmina Ropa
Die Gmina Ropa ist eine Landgemeinde im Powiat Gorlicki der Woiwodschaft Kleinpolen in Polen. Ihr Sitz ist das gleichnamige Dorf mit fast 4000 Einwohnern.

## Gliederung
Zur Landgemeinde (gmina wiejska) Ropa gehören die drei Dörfer Klimkówka, Łosie und Ropa mit je einem Schulzenamt.

## Persönlichkeiten
- Alfred Falter (* 1880 in Ropa; † 1954 in New York City), Industrieller und Politiker